# 洛西亞京 (瓦西里基夫區)
49°54′39″N 30°15′19″E / 49.91083°N 30.25528°E
洛西亞廷（烏克蘭語：Лосятин）是位於烏克蘭北部的村莊，由基辅州白采爾克瓦區的赫雷賓基市鎮負責管轄。該村始建於1501年，面積5.18平方公里，海拔高度181米，2001年人口1,450，人口密度每平方公里278人。